# Castianeira dentata
Castianeira dentata är en spindelart som beskrevs av Arthur M. Chickering 1937. Castianeira dentata ingår i släktet Castianeira och familjen flinkspindlar.
Artens utbredningsområde är Panama. Inga underarter finns listade.